# نظام إدارة معلومات المختبر

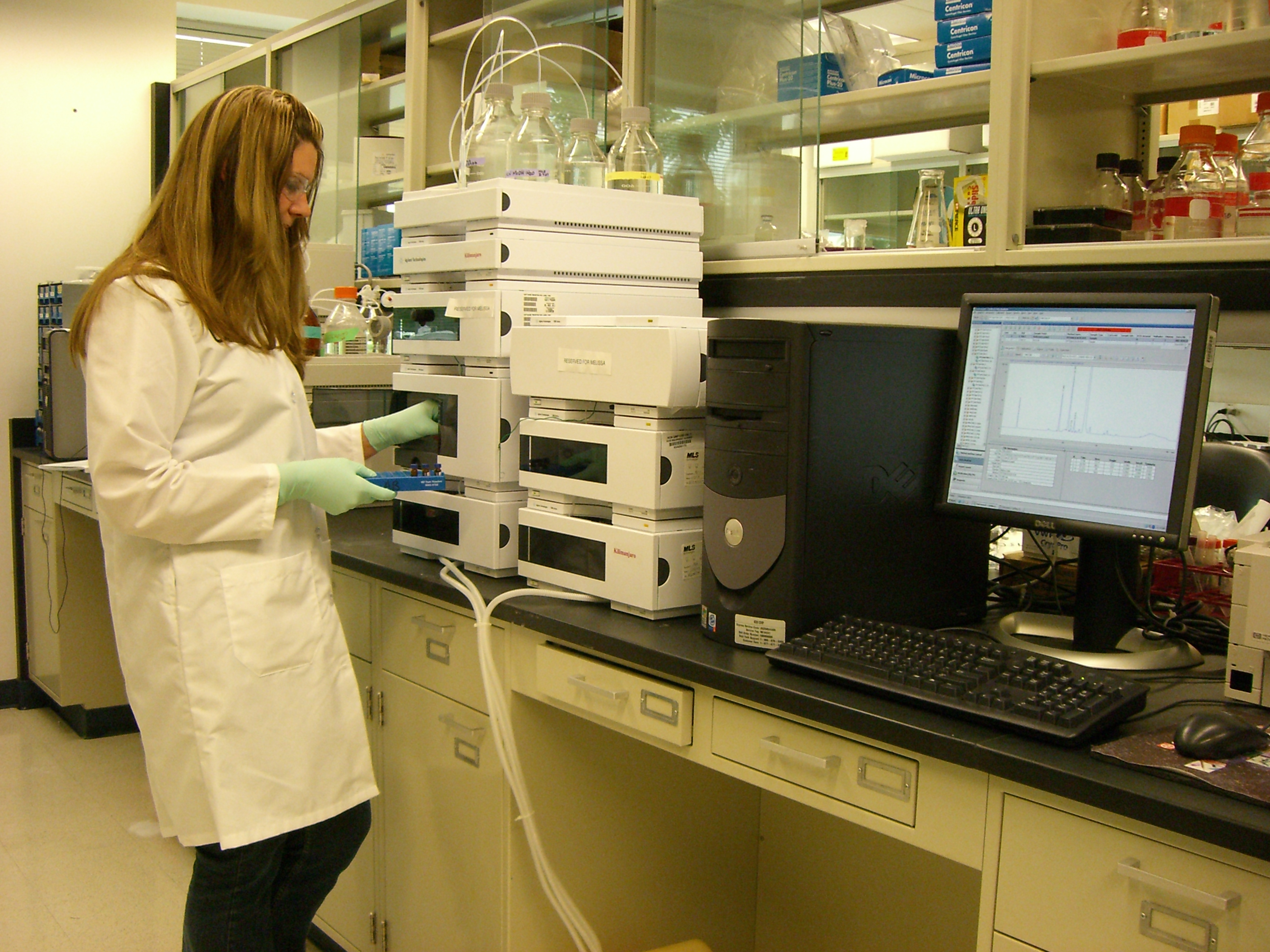
تعتمد العديد من المختبرات في العالم على نظام إدارة مركزي لإدارة المعلومات.

نظام إدارة معلومات المختبر (يرمز له اختصاراً LIMS) هو برمجية لها العديد من الميزات التي تقدم الحلول وتدعم العمليات في المختبرات الحديثة، وذلك نظراً لأن أغلب الأجهزة المخبرية الحديثة موصولة بشبكة داخلية لنقل المعلومات والبيانات. من الصعب إيجاد تعريف موحد لنظام إدارة معلومات المختبر، إذ أن المختبرات تختلف عن بعضها في الاحتياجات؛ وهو يعتمد على تأويل أصحاب القرار في المؤسسة. إلا أنه على العموم يمكن تعريف نظام إدارة معلومات المختبر على أنه صنف من نظام إدارة المعلومات التي تستخدم في المختبرات العلمية لمعالجة البيانات.
من ميزات نظام إدارة معلومات المختبر وجود مخطط سير العمل بالإضافة إلى إمكانية تعقب التعديلات على النظام، بالإضافة إلى إمكانية الربط مع وسائل تخطيط موارد المؤسسة.